# Vojvodić
Vojvodić je priimek več oseb:
- Dimitrije Vojvodić, črnogorski general
- Gajo Vojvodić, črnogorski general
- Ivo Vojvodić (1923-1994), hrvaški slikar
- Jelena Vojvodič Tuma, metaliurginja - IMT (Inštitut za kovinske materiale in tehnologije), izr.prof.dr.
- Momir Vojvodić (1939-2014), črnogoski (srbski) pesnik
- Radovan Vojvodić, črnogorski general